# Aga Zaryan

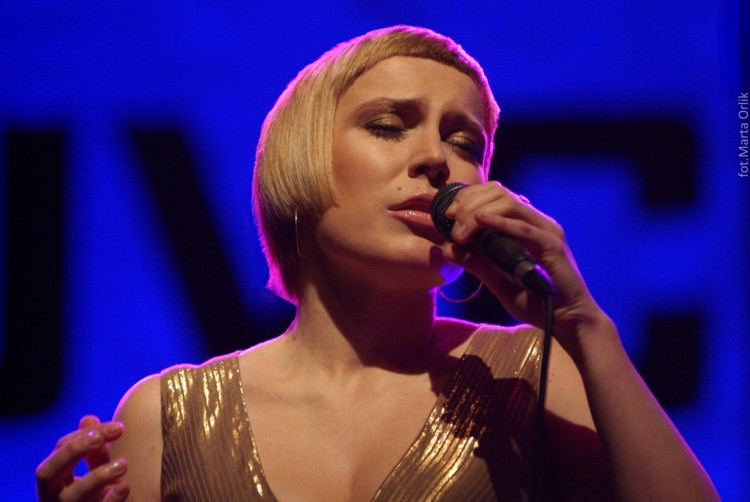
Aga Zaryan tijdens het JVC Jazz Festival in Warschau, 2006.

Aga Zaryan, geboren als Agnieszka Skrzypek (Warschau, 17 januari 1976) is een Poolse jazz-zangeres.
Zaryan, de dochter van een klassieke pianist, besloot na het horen van Ella Fitzgerald en Miles Davis jazzzangeres te worden. Ze studeerde zang aan Fryderyk Chopin Public Secondary School of Music en studeerde daar ook af. Ze volgde met beurzen twee jazz-workshops in Amerika, waaronder Stanford Jazz Workshop.
In 2002 kwam haar eerste album uit, My Lullaby, een plaat met jazzstandards die haar in Polen meteen erkenning bracht als een groot zangtalent. In 2006 kwam het in Amerika opgenomen Picking Up the Pieces uit, dat goed ontvangen werd en een commercieel succes was. In die tijd ging ze ook in het buitenland optreden en al snel kreeg ze ook internationale erkenning.
In 2007 nam ze met een jazztrio en een grote strijkerssectie een plaat met Poolse songs op die scènes beschrijven van Warschau in de tijd van de Poolse opstand in 1944. Begeleid door dezelfde musici zong ze het materiaal van het album (Beauty is Dying) in het museum dat aan deze opstand is gewijd. In 2008 werd de plaat onderscheiden met een Fryderyk in de categorie 'beste poëtische album'. Na een live-album in 2008 nam ze in 2010 als eerste Poolse musicus een plaat op voor het beroemde platenlabel Blue Note. Haar tweede album voor dit label leverde haar een tweede Fryderyk op.
Bij Poolse jazzliefhebbers is ze zeer geliefd. In eigen land zijn al haar albums bestsellers geworden. In de jaarlijkse lezerspoll in het Poolse jazzblad Jazzforum eindigde ze in de jaren 2007 tot en met 2011 steeds op de eerste plaats in de categorie 'beste vrouwelijke jazzzanger'.

## Discografie
- My Lullaby, Duzy Dom Dystrybucyjny (DDD), 2002
- Picking Up the Pieces, Cosmopolis/DDD, 2006
- Umiera Piękno (Beauty is Dying), DDD, 2007
- Live at the Palladium (cd en dvd), Warner Music, 2008
- Looking Walking Being, Blue Note/DDD, 2010
- A Book of Luminous Things, Blue Note/DDD/EMI Poland, 2011
- Księga Olśnień, DDD, EMI Poland, 2011
- Remembering Nina & Abbey, 2013